# Episodi di Amici per la pelle (quarta stagione)
La quarta stagione della serie televisiva Amici per la pelle è stata trasmessa in anteprima in Germania dalla ZDF tra il 5 gennaio 1995 e il 30 marzo 1995.
| nº | Titolo originale    | Titolo italiano | Prima TV Germania | Prima TV Italia |
| -- | ------------------- | --------------- | ----------------- | --------------- |
| 1  | Schneckenhaus       |                 | 5 gennaio 1995    |                 |
| 2  | Engelhaar           |                 | 12 gennaio 1995   |                 |
| 3  | Eisenbart           |                 | 19 gennaio 1995   |                 |
| 4  | Mordverdacht        |                 | 26 gennaio 1995   |                 |
| 5  | Doppelgänger        |                 | 2 febbraio 1995   |                 |
| 6  | Fernsehstars        |                 | 9 febbraio 1995   |                 |
| 7  | Todesengel          |                 | 16 febbraio 1995  |                 |
| 8  | Kuhhandel           |                 | 23 febbraio 1995  |                 |
| 9  | Marzipanschweinchen |                 | 2 marzo 1995      |                 |
| 10 | Seifenblasen        |                 | 9 marzo 1995      |                 |
| 11 | Kindesraub          |                 | 16 marzo 1995     |                 |
| 12 | Knastbrüder         |                 | 23 marzo 1995     |                 |
| 13 | Endstation          |                 | 30 marzo 1995     |                 |